# Любовь впустую (фильм)
«Любовь впустую» или «Любовь на помойку» (иер. трад. 地下情, кант.-рус.: Дей ха цзин, англ. Love Unto Waste) — гонконгская драма 1986 года, режиссёр Стэнли Кван. Главные роли в фильме исполнили Тони Люн, Ирен Вань, Элэйн Цзинь, Цзай Цзинь и Чоу Юньфат.
Картина получила 9 номинаций на 6-й Гонконгской кинопремии. Элэйн Цзинь завоевала главный приз в номинации «Лучшая женская роль второго плана», а Кенг Чиен Чи, Кит Лаи и Райли Ип — «Лучший сценарий».

## Сюжет
Тони (Тони Люн) – молодой сын владельца рисовой лавки. Однажды в ночном клубе он знакомится с фотомоделью Билли (Ирен Вань), а также двумя её подругами из Тайваня – певицей Су-Лин (Цзай Цзинь) и актрисой Сук-Пин (Элэйн Цзинь), мечтающих стать звёздами. У Тони и Билли завязывается роман. Однажды ночью случается трагедия – Су-Лин находят мертвой. Охваченная горем Сук-Пин ищет утешения у Тони, что приводит к ещё одному роковому конфликту.

## В ролях
- Тони Люн — Тони Чеунг
- Ирен Вань[англ.] — Билли Юен
- Элэйн Цзинь — Лю Сук-Пин
- Цзай Цзинь[англ.] — Чао Су-Лин
- Чоу Юньфат — инспектор Лан
- Элейн Чоу — мисс Чанг
- Ип Кун-чип — отец Тони

## Награды и номинации
| Награды                    | Награды                           | Награды                                                               | Награды   |
| Кинопремия                 | Категория                         | Лауреат / претендент                                                  | Результат |
| -------------------------- | --------------------------------- | --------------------------------------------------------------------- | --------- |
| 6-я Гонконгская кинопремия | Лучший фильм                      | Любовь впустую                                                        | Номинация |
| 6-я Гонконгская кинопремия | Лучшая режиссёрская работа        | Стэнли Кван                                                           | Номинация |
| 6-я Гонконгская кинопремия | Лучшая мужская роль               | Тони Люн                                                              | Номинация |
| 6-я Гонконгская кинопремия | Лучшая мужская роль второго плана | Чоу Юньфат                                                            | Номинация |
| 6-я Гонконгская кинопремия | Лучшая женская роль второго плана | Элэйн Цзинь                                                           | Победа    |
| 6-я Гонконгская кинопремия | Лучшая женская роль второго плана | Цзай Цзинь                                                            | Номинация |
| 6-я Гонконгская кинопремия | Лучший сценарий                   | Кенг Чиен Чи, Кит Лаи, Райли Ип                                       | Победа    |
| 6-я Гонконгская кинопремия | Лучшая музыка                     | Вайолет Лам                                                           | Номинация |
| 6-я Гонконгская кинопремия | Лучшая песня                      | Композитор: Вайолет Лам • Текст: Фонг Вай Квонг• Исполнитель: Цай Чин | Номинация |